# Mimata (Miyazaki)

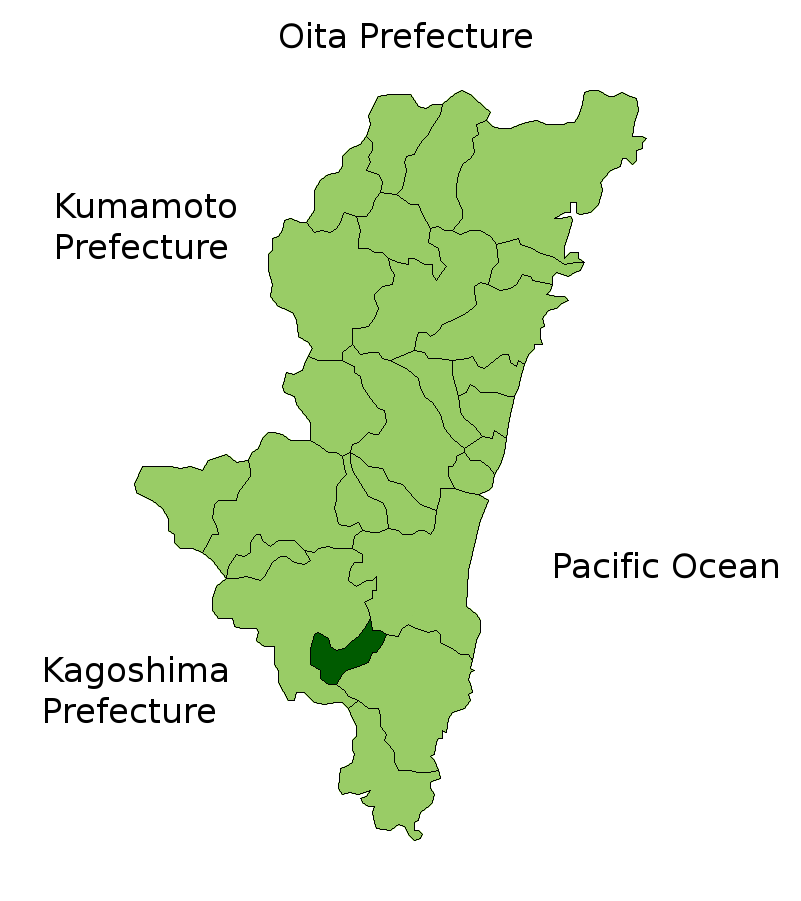
Mimata dans la préfecture de Miyazaki.

Pour les articles homonymes, voir Mimata.
Mimata (三股町, Mimata-chō) est un bourg du district de Kitamorokata (préfecture de Miyazaki), au Japon.

## Géographie

### Démographie
Le 1er avril 2008, Mimata comptait 24 556 habitants répartis sur une superficie de 110,01 km2 (densité de population de 223 hab./km2).